# Le Bon Jardinier
Le Bon Jardinier est une encyclopédie sur le jardinage parue sous forme d'almanach.

## Historique
L'almanach Le Bon Jardinier a été fondé en 1755 par Pons-Augustin Alletz qui le publia jusqu'en 1781. Le Bon Jardinier de 1785 parle d'une première édition qui date d'avant 1760 et paru chez un libraire à Liège, ensuite à l'initiative d'un libraire de Rouen sous le titre de : Manuel du jardinier que l'auteur considère comme un plagiat (voir l'édition de 1785 par M. de Grace, censeur Royal). Thomas-François de Grace le continua jusqu'en 1796 ; puis il fut repris par Mordant-Delaunay
L'ouvrage a connu cent cinquante-trois éditions. La 152e édition a été publiée en 1962. Elle a été rééditée en 1992 pour une 153e édition constituée de trois tomes.
Parmi les nombreux rédacteurs figurent : Loiseleur-Deslongchamps, Levêque de Vilmorin, Louis Noisette, J.-J. Deville, Pirolle, Pierre Boitard, Louis Eustache Audot, Louis Vilmorin, Pierre-Antoine Poiteau, Neumann, Joseph Decaisne, Charles Naudin, André Thouin, Édouard André.
Des éléments de l'almanach du bon jardinier ont fait l'objet de publications déparées, il en est ainsi des dessins représentants les outils et ustensiles employés dans la culture des jardins.
L’Encyclopédie du Bon Jardinier, parue en 1994 sous la direction de Jean-Noël Burte, ingénieur horticole et conservateur des Jardins du Luxembourg, constitue la version abrégée en un tome de la 153e édition publiée par la Maison Rustique.
En 2009, Alain Baraton présente une version simplifiée de l'édition de 1920 sous la dénomination Le Bon Jardinier, l'essentiel.
En 2011, une réédition de la 2e Partie (Dictionnaire des végétaux) correspondant aux tomes II et III de la 153e édition de 1992 est effectuée sous le titre Le Bon Jardinier, Dictionnaire des Plantes en un seul volume.